# Banchopsis crassicornis
Banchopsis crassicornis är en stekelart som beskrevs av Rudow 1886. Banchopsis crassicornis ingår i släktet Banchopsis och familjen brokparasitsteklar. Inga underarter finns listade.